# Natalia Palej

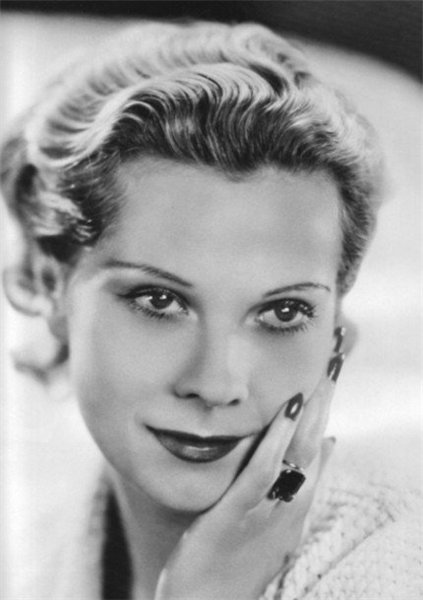
Natalia Palej

Natalia Paulovna Palej (Russisch: Наталя Павловна Палей) (Parijs, 5 december 1905 – New York, 27 december 1981) was de dochter van grootvorst Paul Aleksandrovitsj van Rusland, jongste zoon van tsaar Alexander II, en Olga Karnovitsj. Natalia ontvluchtte Rusland tijdens de Russische Revolutie, waarna ze twee keer trouwde en een carrière als model en actrice had.

## Jeugd
Natalia werd in Parijs geboren als de dochter van grootvorst Paul Aleksandrovitsj uit zijn tweede, morganatische huwelijk met de niet-adellijke Olga Karnovich. Olga had in 1904 van prins-regent Luitpold van Beieren de titel “Gravin van Hohenfelsen” gekregen, waardoor Natalia die titel bij haar geboorte automatisch overnam. Natalia had een broer, Vladimir, en een zus Irina.
Palej bracht de eerste tien jaar van haar leven door in Parijs; in 1915 vestigde het gezin zich in Rusland, waar Olga van tsaar Nicolaas II de titel “Hare Doorluchtige Hoogheid Prinses Paley” kreeg. In 1917 brak de Russische Revolutie uit: de tsaar werd afgezet en verschillende leden van de keizerlijke familie werden vermoord. Paul, Olga en hun kinderen sloeg op de vlucht, maar in 1918 werd Vladimir gevangengenomen door de bolsjewieken en geëxecuteerd. Het volgende jaar werd ook Natalia’s vader om het leven gebracht. Natalia, haar moeder en zus wisten het land uit te vluchten en vestigden zich in Parijs.

## Verbanning
Palej woonde in verbanning met haar moeder en zus in Frankrijk, waar ze in 1927 trouwde met Lucien Lelong, een Frans modeontwerper en oorlogsheld. Natalia werkte een periode als model voor haar man en ze stond een aantal keer in de Vogue. Later werd ze filmactrice en speelde ze in verschillende Europese films. Natalia verhuisde naar Verenigde Staten, waar ze onder andere in de film Sylvia Scarlett (1935) speelde. Bij de opnames van die films ontmoette ze actrice Katharine Hepburn, met wie ze haar leven lang bevriend zou blijven. Na Natalia’s korte succes in de filmindustrie, stopte ze met acteren. Ze scheidde in 1937 van Lucien, met wie ze geen kinderen had gekregen, en ze trouwde datzelfde jaar nog met theaterproducer John Chapman Wilson, met wie ze zich in Manhattan vestigde. Daar deed ze jarenlang de p.r. voor modeontwerper Mainbocher.
Natalia stierf in december 1981 op 76-jarige leeftijd in New York.
- Bibliothèque nationale de France: cb146941016 (data)
- Gemeinsame Normdatei: 139126899
- International Standard Name Identifier: 0000 0000 9538 1686
- Library of Congress Control Number: n95000228
- Nationale Bibliotheek van Tsjechië: xx0118127
- Système universitaire de documentation: 034434305
- Virtual International Authority File: 64270065
- WorldCat: E39PBJrGtRvGvwtCR7RKD7cdcP